# Herbert Dahlbom
Herbert Dahlbom (Torsebro, 21 augustus 1933 - 5 september 2019) is een voormalig Zweeds wielrenner. Herbert werd viermaal Zweeds kampioen tijdrijden en wist daarnaast enkele malen Noords kampioen te worden op verschillende onderdelen.

## Belangrijkste overwinningen
1956
Eindklassement Ronde van Berlijn
 Zweeds kampioen tijdrijden, Elite
1957
 Zweeds kampioen tijdrijden, Elite
 Noords kampioen op de weg, Amateurs
1958
2e etappe Ronde van Zweden
 Zweeds kampioen tijdrijden, Elite
1960
 Zweeds kampioen tijdrijden, Elite
Ronde van het Mälarmeer
 Zweeds kampioen tijdrijden, Elite
 Noords kampioen ploegentijdrit, Amateurs
1961
 Zweeds kampioen tijdrijden, Elite
Eindklassement Ronde van Zweden
 Noords kampioen ploegentijdrit, Amateurs